# Hohe Riffel
Hohe Riffel är ett berg i Österrike.   Det ligger i distriktet Zell am See och förbundslandet Salzburg, i den centrala delen av landet, 300 km väster om huvudstaden Wien. Toppen på Hohe Riffel är 3 338 meter över havet, eller 137 meter över den omgivande terrängen. Bredden vid basen är 1,0 km.
Terrängen runt Hohe Riffel är huvudsakligen bergig. Runt Hohe Riffel är det ganska glesbefolkat, med 29 invånare per kvadratkilometer.. Närmaste större samhälle är Matrei in Osttirol, 16,9 km sydväst om Hohe Riffel. 
Trakten runt Hohe Riffel består i huvudsak av gräsmarker.